# Tepexpan, Veracruz
Tepexpan är en ort i Mexiko.   Den ligger i kommunen Soledad Atzompa och delstaten Veracruz, i den sydöstra delen av landet, 220 km öster om huvudstaden Mexico City. Tepexpan ligger 2 131 meter över havet och antalet invånare är 455.
Terrängen runt Tepexpan är kuperad åt sydväst, men åt nordost är den bergig. Terrängen runt Tepexpan sluttar norrut. Runt Tepexpan är det ganska tätbefolkat, med 120 invånare per kvadratkilometer. Närmaste större samhälle är Orizaba, 13,1 km nordost om Tepexpan. I omgivningarna runt Tepexpan växer i huvudsak blandskog.